# Giuseppe Saronni
Giuseppe Saronni (Novara, 22 settembre 1957) è un dirigente sportivo, ex ciclista su strada e pistard italiano.
Professionista dal 1977 al 1990, vinse due Giri d'Italia, una Milano-Sanremo, un Giro di Lombardia, una Freccia Vallone e un campionato del mondo su strada, per un totale di 193 vittorie, che lo rendono il secondo ciclista italiano più vincente, dietro soltanto al rivale Francesco Moser con 273. Dal 2005 è dirigente della UAE Team Emirates (già Lampre). È fratello di Antonio Saronni, che fu 4 volte campione italiano di ciclocross.

## Biografia
Piemontese di nascita, cresciuto a Buscate, comune della cinta metropolitana di Milano. Figlio di Romano, autista di bus di linea e buon ciclista dilettante in gioventù, e di Giuseppina Brambilla, casalinga che in gioventù aveva giocato a pallacanestro in serie A nella Bernocchi Legnano. Anche il nonno materno Tito Brambilla, nato nel 1897, aveva praticato il ciclismo, gregario di Libero Ferrario, campione del Mondo nel 1923 a Zurigo.

### Carriera

#### Gli esordi e i primi anni dapro
Approdò al ciclismo giovanissimo, inizialmente con l'attività su pista. Da junior arrivò al titolo europeo della velocità; da dilettante fu invece selezionato per i Giochi olimpici di Montréal nel 1976, partecipando alla prova di inseguimento a squadre, nella quale il quartetto italiano, completato da Sandro Callari, Cesare Cipollini e Rino De Candido, venne eliminato ai quarti di finale dall'Unione Sovietica.
Fu autorizzato al passaggio di categoria a 19 anni e mezzo, all'inizio del 1977, vestendo la casacca bianconera della Scic diretta da Carlo Chiappano. Nella gara di debutto tra i pro, il 23 febbraio al Trofeo Laigueglia, fu secondo dietro al campione del mondo Freddy Maertens. Colse il primo successo il 29 marzo, al Trofeo Pantalica, e in stagione conquistò anche il Giro di Sicilia, la Tre Valli Varesine e il Giro del Veneto, oltre alla convocazione in Nazionale per i campionati del mondo di San Cristóbal, in cui concluse nono contribuendo anche al successo del connazionale Francesco Moser. Nel 1978 vinse numerosissime corse, tra cui la Tirreno-Adriatico, il Giro di Puglia e tre tappe al Giro d'Italia, che concluse al quinto posto; fu anche secondo (prima di tre piazze d'onore consecutive) alla Milano-Sanremo, battuto da Roger De Vlaeminck, e quarto ai campionati del mondo del Nürburgring.

#### 1979-1981: la prima vittoria al Giro e l'affermazione
Nel 1979, a soli 21 anni e 8 mesi, si aggiudicò la classifica generale del Giro d'Italia. La corsa si decise nella cronoscalata di San Marino, dove Saronni vinse indossando la maglia rosa: non lasciò più il primato, anzi lo consolidò nella cronometro dell'ultimo giorno all'Arena Civica di Milano, prevalendo con 2'09" su Francesco Moser e risultando uno dei vincitori più giovani della storia della corsa. In quel Giro si aggiudicò anche la prima di tre maglie ciclamino consecutive (quattro totali). In stagione conquistò anche il Campionato di Zurigo, il Giro di Romandia, il Grand Prix du Midi Libre e il Trofeo Baracchi in coppia con Moser.
Nel 1980 passò alla Gis Gelati, sempre sotto la direzione di Chiappano: in stagione vinse la Freccia Vallone, sette tappe al Giro d'Italia (in cui però concluse solo settimo), suo record, e il titolo nazionale professionisti. Concluse la stagione con ben 30 vittorie all'attivo. Nel 1981 si aggiudicò quindi tre frazioni al Giro (concludendo terzo nella generale, a soli 50" dal vincitore Giovanni Battaglin) e la medaglia d'argento ai campionati del mondo di Praga, superato allo sprint da Freddy Maertens. In stagione fece suoi anche numerose classiche del calendario italiano e il bronzo mondiale nella corsa a punti su pista a Brno.

#### 1982-1983: mondiale, Lombardia, Sanremo, Giro

Saronni, con la maglia iridata di campione del mondo, vince la Milano-Sanremo 1983.

Nel 1982 passò alla Del Tongo-Colnago, ancora sotto la guida di Chiappano. Nei primi mesi con la nuova maglia vinse Milano-Torino, Tirreno-Adriatico, Giro del Trentino e Giro di Svizzera, mentre al Giro d'Italia, nonostante la vittoria nella tappa Cuneo-Pinerolo, dovette accontentarsi del sesto posto finale. L'estate fu marcata dalla scomparsa in un incidente stradale di Carlo Chiappano, suo mentore. Nonostante il lutto, Saronni disputò un buon pre-mondiale e il 5 settembre 1982 andò a trionfare ai campionati del mondo di Goodwood, in Gran Bretagna, anticipando i forti Greg LeMond e Sean Kelly grazie a uno scatto a 500 metri dall'arrivo, rimasto nella memoria collettiva come la "Fucilata di Goodwood". Concluse la stagione con la vittoria in volata, sua 34ª stagionale, al Giro di Lombardia.
Nella primavera 1983 si aggiudicò la Milano-Sanremo, quarto a riuscirci in maglia iridata dopo Alfredo Binda, Eddy Merckx e Felice Gimondi, grazie a un attacco sul Poggio che lo portò a prevalere in solitaria con 44" sul secondo, Guido Bontempi. Sempre in maglia iridata concluse la serie di successi del "biennio d'oro" nel giugno 1983 con la vittoria finale, la seconda in carriera per lui, al Giro d'Italia. Su un percorso con ben poche montagne, ma con abbuoni importanti in ogni frazione (30" al vincitore di tappa, anche a cronometro), Saronni si impose in tre tappe e vestì di rosa già dopo l'ottava tappa, a Salerno. Alla fine precedette per 1'07" Roberto Visentini, nonostante la vittoria di quest'ultimo nella cronometro finale di Udine.

#### Gli ultimi anni e l'attività dopo il ritiro

Saronni alla Milano-Torino 1990 assieme a Moser, suo storico rivale.

Dopo il grande biennio 1982-1983, ricco di vittorie, il 1984 di Saronni, al contrario di quello del rivale Moser, fu di quasi anonimato, con pochissime vittorie minori. Nel 1985 tornò a buoni livelli imponendosi in due tappe al Giro d'Italia; fu così anche nel 1986, quando si piazzò secondo al Giro d'Italia, battuto dal solo Roberto Visentini, dopo aver vestito di rosa per dieci giorni (portando a 49 il bottino totale di maglie rosa), e terzo ai campionati del mondo di Colorado Springs, vinti da Moreno Argentin davanti a Charly Mottet. Nella seconda metà degli anni ottanta, al superamento dei trent'anni di età, la forma di Saronni declinò però definitivamente, impedendogli di tornare a livelli di eccellenza. Nel 1987 vinse comunque la Milano-Vignola e partecipò per la prima e unica volta al Tour de France, ritirandosi senza aver ottenuto successi; nel 1988 si impose al Giro di Puglia e alla Tre Valli Varesine. Abbandonò le corse nel 1990, dopo una stagione alla Malvor-Sidi e una, l'ultima, alla Diana-Colnago.
Nel 1992, due anni dopo il ritiro, divenne team manager della Lampre, affiancando Pietro Algeri: alla guida della squadra vinse due Giri d'Italia, nel 1996 con Pavel Tonkov (team Panaria-Vinavil) e nel 2001 con Gilberto Simoni (team Lampre-Daikin). Nel 2005 ha condotto la Lampre alla fusione con la bolognese Saeco e alla formazione del team Lampre-Caffita: la nuova squadra è da allora presente ininterrottamente nel ProTour/World Tour e nel 2017, con l'ingresso di capitali emiratini e l'addio di Lampre, ha assunto la denominazione di UAE Team Emirates.

## Palmarès

### Strada
- 1977 (Scic, sei vittorie)

Trofeo Pantalica
2ª tappa, 1ª semitappa Giro di Sicilia (Mistretta > Enna)
Classifica generale Giro di Sicilia
Tre Valli Varesine
Giro del Friuli
Giro del Veneto
- 1978 (Scic, diciotto vittorie)

4ª tappa Giro di Sardegna (Tempio Pausania > Santa Teresa di Gallura)
Prologo Tirreno-Adriatico (Santa Marinella > Santa Severa, cronometro)
Classifica generale Tirreno-Adriatico
Giro di Campania
Trofeo Pantalica
1ª tappa Giro di Puglia (Cisternino > Vieste)
3ª tappa, 2ª semitappa Giro di Puglia (Fasano > Selva di Fasano, cronometro)
Classifica generale Giro di Puglia
1ª tappa Tour d'Indre-et-Loire (Tours)
2ª tappa, 1ª semitappa Tour d'Indre-et-Loire (Chinon)
3ª tappa Tour d'Indre-et-Loire (Tours)
Classifica generale Tour d'Indre-et-Loire
2ª tappa Giro d'Italia (Novi Ligure > La Spezia)
7ª tappa Giro d'Italia (Silvi Marina > Benevento)
8ª tappa Giro d'Italia (Benevento > Ravello)
2ª tappa Ruota d'Oro
Classifica generale Ruota d'Oro
Coppa Agostoni
- 1979 (Scic, venti vittorie)

5ª tappa Ruta del Sol (Elche > Utiel)
4ª tappa Tirreno-Adriatico (Grottazzolina > Civitanova Marche)
Meisterschaft von Zürich
1ª tappa Tour de Romandie (Neuchâtel > La Chaux-de-Fonds)
4ª tappa Tour de Romandie (Echallens > Torgon)
Classifica generale Tour de Romandie
5ª tappa Giro d'Italia (Potenza > Vieste)
8ª tappa Giro d'Italia (San Marino, cronometro)
19ª tappa Giro d'Italia (Cesano Maderno > Milano, cronometro)
Classifica generale Giro d'Italia
Prologo Grand Prix du Midi Libre
1ª tappa Grand Prix du Midi Libre
Classifica generale Grand Prix du Midi Libre
1ª tappa Ruota d'Oro
Grosser Preis des Kantons Aargau
Tre Valli Varesine
Prologo Volta Ciclista a Catalunya (Sitges, cronometro)
2ª tappa, 2ª semitappa Volta Ciclista a Catalunya (Premià de Dalt > La Garriga)
Gran Premio Città di Camaiore
Trofeo Baracchi (con Francesco Moser)
- 1980 (Gis Gelati, ventidue vittorie)

3ª tappa Tirreno-Adriatico (L'Aquila > Montegiorgio)
Giro di Campania
Trofeo Pantalica
1ª tappa Giro di Puglia (Noci > Noci)
4ª tappa Giro di Puglia (Castellana Grotte > Campi Salentina)
5ª tappa Giro di Puglia (Campi Salentina > Martina Franca)
Classifica generale Giro di Puglia
Freccia Vallone
Gran Premio di Larciano
Prologo Tour de Romandie (Meyrin, cronometro)
1ª tappa Giro d'Italia (Genova > Imperia)
2ª tappa Giro d'Italia (Imperia > Torino)
3ª tappa Giro d'Italia (Torino > Parma)
13ª tappa Giro d'Italia (Campi Salentina > Barletta)
17ª tappa Giro d'Italia (Gatteo a Mare > Sirmione)
19ª tappa Giro d'Italia (Longarone > Cles)
21ª tappa Giro d'Italia (Saronno > Turbigo, cronometro)
Campionati italiani, Prova in linea
Coppa Bernocchi
Tre Valli Varesine
Cronoscalata della Futa-Memorial Gastone Nencini
1ª tappa Ruota d'Oro (Castelfranca di Sopra > Castelfranco di Sopra)
- 1981 (Gis Gelati, venti vittorie)

5ª tappa Giro del Mediterraneo (Béziers > Perpignano)
Trofeo Laigueglia
2ª tappa Ruota d'Oro (Lumezzane)
2ª tappa Tirreno-Adriatico (Chianciano Terme > Civitanova Marche)
3ª tappa Tirreno-Adriatico (Civitanova Marche > Montegiorgio)
1ª tappa Giro di Puglia (Martina Franca > Maglie)
2ª tappa Giro di Puglia (Maglie > Campi Salentina)
5ª tappa Giro di Puglia (Fasano > Martina Franca)
Trofeo dell'Etna
Giro della Provincia di Siracusa
1ª tappa Tour de Romandie (Morat > Saignelégier)
3ª tappa Tour de Romandie (Bussigny > Anzère)
Giro di Romagna
3ª tappa Giro d'Italia (Bologna > Recanati)
5ª tappa Giro d'Italia (Marina di San Vito > Rodi Garganico)
6ª tappa Giro d'Italia (Rodi Garganico > Bari)
Gran Premio Città di Camaiore
3ª tappa Giro di Germania (Pforzheim > Schwenningen)
Coppa Bernocchi
Gran Premio de Montjuïc
- 1982 (Del Tongo, ventisette vittorie)

1ª tappa Ruta del Sol (Marbella > Marbella)
2ª tappa Ruta del Sol (Torre del Mar > El Ejido)
4ª tappa Ruta del Sol (Totana > Torrevieja)
5ª tappa Ruta del Sol (Santa Pola > Gandia)
1ª tappa Giro di Sardegna (Sassari > Sassari)
2ª tappa Giro di Sardegna (Sassari > Nuoro)
4ª tappa Giro di Sardegna (Cagliari > Cagliari)
Classifica generale Giro di Sardegna
Milano-Torino
1ª tappa Tirreno-Adriatico (Cerenova > Chianciano Terme)
2ª tappa Tirreno-Adriatico (Chianciano Terme > Gubbio)
Classifica generale Tirreno-Adriatico
Napoli-Pianura
Trofeo Pantalica
3ª tappa Giro del Trentino (Cles > Trento)
Classifica generale Giro del Trentino
1ª tappa Giro d'Italia (Parma > Viareggio)
9ª tappa Giro d'Italia (Agrigento > Palermo)
21ª tappa Giro d'Italia (Cuneo > Pinerolo)
1ª tappa Tour de Suisse (Volketswil > Emmen)
Classifica generale Tour de Suisse
Coppa Sabatini
1ª tappa Deutschland Tour (Monaco di Baviera > Monaco di Baviera)
Coppa Agostoni
Campionati del mondo, Prova in linea
1ª tappa Ruota d'Oro
Giro di Lombardia
Circuito di Roccastrada
- 1983 (Del Tongo, otto vittorie)

Sassari-Cagliari
Milano-Sanremo
9ª tappa Vuelta a España (Panticosa > Alfajarín)
10ª tappa Vuelta a España (Saragozza > Soria)
4ª tappa Giro d'Italia (Pesaro > Todi)
13ª tappa Giro d'Italia (Reggio Emilia > Parma, cronometro)
16ª tappa, 2ª semitappa Giro d'Italia (Milano > Bergamo)
Classifica generale Giro d'Italia
- 1984 (Del Tongo, due vittorie)

2ª tappa Giro di Norvegia
4ª tappa Giro di Norvegia
- 1985 (Del Tongo, sette vittorie)

1ª tappa Ruta del Sol (Cuevas del Almanzora > Guadix)
3ª tappa Settimana Ciclistica Internazionale (Selinunte > Monreale)
Trofeo Pantalica
3ª tappa Giro di Puglia (Fasano > Cisternino)
3ª tappa Giro d'Italia (Milano > Pinzolo)
16ª tappa Giro d'Italia (Perugia > Cecina)
- 1986 (Del Tongo, cinque vittorie)

3ª tappa Settimana Ciclistica Internazionale (Monterosso Almo > Agrigento)
Classifica generale Settimana Ciclistica Internazionale
2ª tappa Giro di Puglia (Cisternino > Ostuni)
4ª tappa Giro di Puglia (Castellana Grotte > Martina Franca)
Trofeo Baracchi (con Lech Piasecki)
- 1987 (Del Tongo, due vittorie)

3ª tappa Tirreno-Adriatico (Pineto > Porto Recanati)
Parma-Vignola
- 1988 (Del Tongo, quattro vittorie)

2ª tappa Ruta del Sol (Écija > Jaén)
1ª tappa Giro di Puglia (Lucera > Lucera)
Classifica generale Giro di Puglia
Tre Valli Varesine
- 1989 (Malvor, una vittoria)

Prologo Ruta del Sol (Malaga, cronometro)
- 1990 (Diana, una vittoria)

Giro della Provincia di Reggio Calabria

#### Altri successi
- 1979 (Scic)

Classifica a punti Giro d'Italia
- 1980 (Gis Gelati)

Classifica a punti Giro d'Italia
Classifica finale Trittico Lombardo
- 1981 (Gis Gelati)

Classifica a punti Giro d'Italia
- 1983 (Del Tongo)

Classifica a punti Giro d'Italia
- 1985 (Del Tongo)

2ª tappa Giro d'Italia (Busto Arsizio > Milano, cronosquadre)
- 1986 (Del Tongo)

3ª tappa Giro d'Italia (Catania > Taormina, cronosquadre)
- 1988 (Del Tongo)

4ª tappa, 2ª semitappa, Giro d'Italia (Rodi Garganico > Vieste, cronosquadre)

### Pista
- 1980

Sei giorni di Milano (con Patrick Sercu)
- 1982

Sei giorni di Milano (con René Pijnen)

## Piazzamenti

### Grandi Giri
- Giro d'Italia

1978: 5º
1979: vincitore
1980: 7º
1981: 3º
1982: 6º
1983: vincitore
1984: 16º
1985: 15º
1986: 2º
1987: ritirato (non partito 17ª tappa)
1988: 27º
1989: 75º
1990: 45º
- Tour de France

1987: ritirato (13ª tappa)
- Vuelta a España

1983: ritirato (17ª tappa)
1984: ritirato (15ª tappa)
1989: ritirato (5ª tappa)
1990: ritirato (12ª tappa)

### Classiche monumento
- Milano-Sanremo

1977: 19º
1978: 2º
1979: 2º
1980: 2º
1981: 33º
1982: ritirato
1983: vincitore
1984: 30º
1985: 51º
1986: 4º
1987: 80º
1988: 44º
1989: 91º
1990: 47º
- Giro delle Fiandre

1981: ritirato
- Parigi-Roubaix

1978: ritirato
- Liegi-Bastogne-Liegi

1979: 28º
1980: ritirato
1982: ritirato
1983: 2º
1985: ritirato
- Giro di Lombardia

1977: 14º
1978: 11º
1979: 19º
1981: 15º
1982: vincitore
1983: 39º
1985: ritirato

### Competizioni mondiali
- Campionati del mondo su strada

San Cristóbal 1977 - In linea: 9º
Nürburgring 1978 - In linea: 4º
Valkenburg 1979 - In linea: 8º
Sallanches 1980 - In linea: ritirato
Praga 1981 - In linea: 2º
Goodwood 1982 - In linea: vincitore
Altenrhein 1983 - In linea: 17º
Giavera del Montello 1985 - In linea: 24º
Colorado Springs 1986 - In linea: 3º
Villach 1987 - In linea: 48º
Ronse 1988 - In linea: 59º
- Campionati del mondo su pista

Brno 1981 - Corsa a punti: 3º
- Giochi olimpici

Montréal 1976 - Inseguimento a squadre: eliminato ai quarti

## Riconoscimenti
- Giglio d'oro nel 1980, 1981 e 1982
- Mendrisio d'oro del Velo Club Mendrisio nel 1982
- Sportivo italiano dell'anno della Gazzetta dello Sport nel 1982
- Premio Sport del Comune di Camaiore nel 1991
- Premio Vincenzo Torriani nel 2006
- Premio l'Umiltà Vincente del Gruppo Sportivo Faiv Valdichiana nel 2009
- Premio Franco Ballerini nel 2020[10] e 2021[11]
- Premio Sportilia nel 2023